# Bartolomeo Campagnoli
Bartolomeo Campagnoli (Cento, 10 settembre 1751 – Neustrelitz, 7 novembre 1827) è stato un violinista e compositore italiano.

## Biografia
Dopo aver studiato con Pietro Nardini, intraprese una carriera concertistica che lo portò nelle maggiori città europee. In particolar modo nel 1776 ottenne l'incarico di primo violino presso la corte del vescovo di Frisinga e quattro anni dopo la direzione musicale presso il duca di Curlandia.

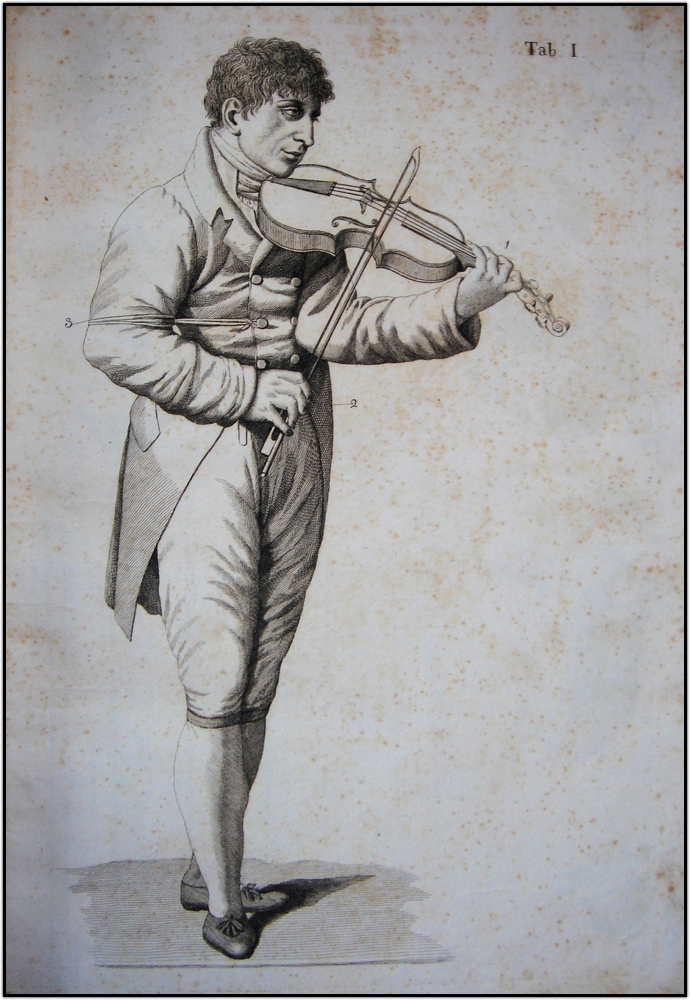
Nouvelle Méthode, illustrazione

Nel 1797 divenne primo violino al Gewandhaus di Lipsia oltre al titolo di maestro di cappella di corte nella località di Neustrelitz.
Fu anche autore di opere didattiche ancora in uso, tra le quali il Nouvelle méthode.
Il 6 dicembre 1808 fu iniziato in Massoneria nella Loggia "Minerva zu den drei Palmen" di Lipsia.

## Composizioni
- 7 divertimenti per violino solo
- 41 Capricci per l'alto-viola
- Concerto per flauto
- Concerto per violino,
- 6 Quartetti per archi
- sonate
- fughe
- preludi
- duetti